# NGC 1514
NGC 1514 (другое обозначение — PK 165-15.1) — планетарная туманность в созвездии Телец. Другое название «Хрустальный шар».
Открыта 13 ноября 1790 года астрономом Уильямом Гершелем.
18 ноября 2010 года появилась информация о том, что Инфракрасный космический телескоп WISE обнаружил два ярких кольца у планетарной туманности NGC 1514. Объект, названный «Хрустальный шар», одновременно напоминает и бабочку, и медузу. Уникальность этой туманности состоит в том, что её «крылья» практически симметричны. Астрономы объяснили одинаковые светящиеся кольца, специфическим распределением пыли, внутри клубов, которой звездный ветер успел пробить полости. «Я был шокирован, обнаружив эти странные кольца», — сообщил член научной группы WISE при NASA в Пасадене, астрофизик Майкл Ресслер.
Планетарная туманность образуются в процессе умирания звезд, выбрасывающих в пространство слои раскаленного газа. Выброшенный газ формирует расширяющуюся оболочку, под которой находится обнажившееся ядро. Ультрафиолетовое излучение от центральной звезды, или, в данном случае пары звезд, возникает именно из-за такого газа. Это открывает потрясающее зрелище: планетарные туманности принимают самые причудливые формы. Туманность NGC 1514, находящуюся в 800 световых годах от Земли в созвездии Тельца, наблюдал ещё в 1790 году Уильям Гершель.
Этот объект входит в число перечисленных в оригинальной редакции «Нового общего каталога».